# Kühár István (katolikus pap)
Kühár István (szlovénül Števan Kühar) (Gradiscsa, 1887. augusztus 28. – Belatinc, 1922. január 1.) szlovén római katolikus pap, szerkesztő, a Vendvidék első világháború korabeli politikai életének egy fontos alakja, ugyanis a Szlovén Néppárt tagjaként részt a Szlovenszka krajina program kialakításában. Testvére Kühár János szintén pap volt, akinek kiemelkedő érdemei vannak Magyarországon a vend nyelv és szlovén nemzettudat ápolásában.
Testvérénél mintegy tizennégy évvel volt idősebb. Szüleik Kühár József és Gombócz Katalin földművesek voltak a mai Muravárhelyen (ma Gradišče, Szlovénia), Csendlak mellett. Istvánt 1911. június 29-én szentelték fel és egy évig Csendlakon volt káplán, utána két évig Belatincon. 1914-től 1917-ig adminisztrátor, utána haláláig a község plébánosa. Publikált a Marijin liszt c. vend katolikus újságban is.
1918-ban Klekl Józseffel részt vett a vidék politikai szervezésében. Szakovics Józseffel és Csárics Józseffel dolgozták ki a Szlovenszka krajina entitás programját, aminek felmerült teljes függetlenedése is.

Egészségi állapota hamar megromlott és néhány év múlva meghalt.

## Külső hivatkozás
- Vasi digitális könyvtár – Vasi egyházmegye